# Чергушка
Чергушка (алт. Чаргычак) — река в России, протекает по Шебалинскому району Республики Алтай. Устье реки находится в 33 км по левому берегу реки Сема. Длина реки составляет 23 км.
На реке находится село Малая Черга.

## Данные водного реестра
По данным государственного водного реестра России относится к Верхнеобскому бассейновому округу, водохозяйственный участок реки — Катунь, речной подбассейн реки — Бия и Катунь. Речной бассейн реки — (Верхняя) Обь до впадения Иртыша.